# هرمسیه

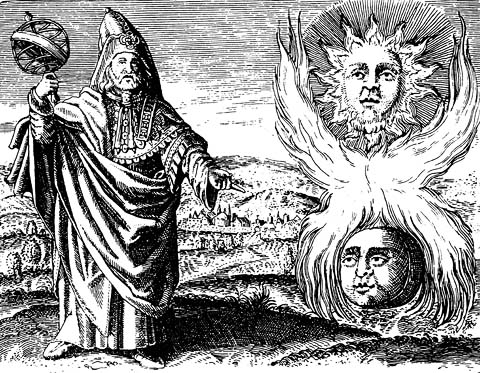
هرمس تریسمجیستوس

کادوسس سمبل هرمسیه.

هرمسیه یا هرمتیسم (به انگلیسی: Hermetism) فلسفه و مذهبی است که بر اساس نوشته‌های هرمس تریسمجیستوس ایجاد شد. این مکتب بر جنبش‌های عرفانی غرب بسیار تأثیر داشته و در دوره رنسانس و روشن زائی مورد توجه زیادی قرار گرفته‌است. طبق برخی روایات هرمسیه در واقع ریشه اصلی تمامی دینهاست که از زمان‌های بسیار قدیم توسط خداوند به مردم داده شده‌است. بسیاری از مسیحیان نظیر امرسون، لاکتانتیوس، توماس آکویناس، آگوستین، جیوردانو برونو، مارسیلو فیچینو، کامپانلا و جیووانی پیکو دلا میراندولا معتقد بودند که هرمس تریسمجیستوس پیامبر غیرابراهیمی حکیمی بود که ظهور مسیحیت را پیش‌بینی کرده بود. اینکه هرمس را تریسمجیستوس گویند به لوح زمرد و این ادعایش که سه قسمت حکمت را داراست بر می‌گردد. بیشتر اهمیت هرمسیه در ارتباط آن با گسترش علم نوین در بین سال‌های ۱۳۰۰ تا ۱۶۰۰ میلادی است. ایده‌های هرمس باعث شد توجه به تأثیر گذاشتن و کنترل طبیعت در بین محققان ایجاد شود و بسیاری به سحر علاقه پیدا کردند تا بتوانند به وسیله آن طبیعت را آزمایش کنند. از این رو جنبه‌های عملی هرمسیه باعث جلب توجه دانشمندان شد. آیزاک نیوتن دانشمند معروف انگلیسی، اعتقاد شدیدی به هرمسیه و یک مکتب واحد قدیمی داشت و وقت زیادی را به مطالعه آن اختصاص داد. بسیاری از آثار نیوتن که درصد زیادی از آن‌ها هنوز هم چاپ نشده‌اند بر اساس مکتب هرمسیه است که در آن روش‌های کنترل طبیعت و تأثیرگذاری بر ستارگان و نیروهای طبیعی شرح داده شده‌است.

## نام
هرمسیه ریشه در نام هرمس، از خدای یونانیان دارد. هرمس که در واقع نسخه یونانی خدای مصریان قدیم، توث است مرتبط با حکمت بوده‌است.

## تاریخچه
مکتب هرمسیه به زمان‌های بسیار قدیم بازمی‌گردد و به‌طور موازی با مسیحیت، گنوسیسزم، فلسفه نوافلاطونی وفلسفه‌های یونانی گسترش یافت. بیشتر کتاب‌های اصلی هرمسیه که در دوره رنسانس مورد توجه قرار گرفتند در بین قرن‌های ۳ تا ۷ میلادی نوشته شده‌اند. این نوشته‌ها در مورد وحدانیت خدا صحبت کرده و به پاکسازی روح توجه می‌کنند و از سنتهای بت پرستان نظیر مقدس دانستن شمایل‌ها طرفداری می‌کنند. بیشتر این نوشته‌ها از حکمت باطنی می‌گویند. بعضی از این کتاب‌ها از نابودی حکومت رومیان بر مصر و قدرت گرفتن مجدد دین مصر قدیم می‌گویند.

## رنسانس
نوشته‌های هرمسی در سال ۱۴۶۰ میلادی به وسیله کشیشی به نام لئوناردو دا پاستویانام باری دگر به دنیای غرب وارد شد. او متن‌های هرمسی را به اروپا آورد و به لاتین ترجمه کرد. به دنبال متون هرمسی در تمامی منطقه قسطنطنیه گشت. در سال ۱۶۱۴ ایزاک کاسوبون زبانشناس سوییسی نوشت که بسیاری از نوشتارهای هرمسی احتمالاً در قرن ۲ و ۳ میلادی نوشته شده‌اند. در سال ۱۹۴۵ نوشتارهای هرمسی در کتابخانه نگ حمدی یافت شدند.

## فلسفه
در هرمسیه خداوند واحد است. خدا در هرمسیه منزه است و بر تمامی دنیا برتری دارد؛ ولیکن برخلاف ادیان ابراهیمی با پیامبر یا پیامبران خاصی مرتبط نیست.

### مکتب اصلی
هرمسیه اعتقاد دارد که ریشه تمامی ادیان یک اعتقاد واحد است. از این رو مسیحیانی که به هرمسیه روی می‌آوردند اعتقاد داشتند که هرمس الهه رامسه، انوش،  نوح یا یک کاهن‏ مصری بوده‌است.

### از بالا، به پایین
این لغات که در بین محفل‌های سحرآمیز رایج بودند در نوشتارهای هرمسی یافت می‌شوند. این اعتقاد باور دارد که حوادث در این مرحله واقعیت با مراحل بالاتر در ارتباط است. از این رو ارتباطی بین هر آنچه در زمین اتفاق می‌افتد و هر آنچه در آسمان اتفاق می‌افتد وجود دارد. پس اگر آسمان‌ها فهمیده شوند زمین نیز فهمیده می‌شود و اگر زمین فهمیده شود٬ آسمان فهمیده می‌شود. تمامی اتفاق‌ها در ابعاد مختلف با همدیگر در ارتباط هستند.

### سه قسمت حکمت
- کیمیا (اعمال خورشید): کیمیا تبدیل فلزات به طلا نیست بلکه عملی روحانی است. این علم دانش زنده شدن، مردن و دوباره زنده شدن را بیان می‌کند. مراحل مختلف خالص‌کردن فلزات مانند مراحل مختلف خالص‌کردن روح است. تکامل با کار بزرگ کیمیا صورت می‌گیرد.
- اخترشناسی (اعمال ستارگان): هرمس ادعا می‌کند که زرتشت این قسمت حکمت را کشف کرد و به مردم یاد داد. بر اساس این ایده حرکت سیاره‌ها در آسمان معنی بیشتری از قوانین فیزیکی دارند و ذهن کامل (خداوند) را نشان می‌دهند. حرکت سیاره‌ها بر روی زمین تأثیر دارد ولیکن اعمال را تعیین نمی‌کند. حکمت با کشف کردن این تأثیرها و استفاده از آن‌ها صورت می‌گیرد.
- تئورجی (اعمال خدایان): این قسمت استفاده از سحر را بیان می‌کند. دو نوع سحر وجود دارد؛ سحر سیاه که بر اساس کمک گرفتن از ارواح شیطانی است و سحر سفید که از ارواح پاک کمک می‌گیرد.

## انجمنهای مخفی
از زمانی که فلسفه هرمسیه توسط کلیسا طرد شد به زیرزمین رفت. جووانی پیکو دلا میراندولا که تلاش می‌کرد کابالای یهودی را با عرفان مسیحی پیوند دهد هرمسیه را به اروپاییان در دوره رنسانس تدریس می‌کرد.

### چلیپای گلگون
چلیپای گلگون یک سازمان مخفی بود که در قرن ۱۷ فعال بود. این سازمان در آلمان شکل گرفت و بر اساس فلسفه هرمسیه بود. روش این سازمان بر سه اساس فلسفه، کابالا و سحر الهی بود. علامت آن یک گل رز (سمبل روح) و یک صلیب (سمبل بدن) بود.

### سازمان هرمسی پگاه زرین
پگاه زرین یک سازمان مخفی بود که در انگلستان شکل گرفت. فلسفه آن ترکیبی از کیمیا، کابالا، سحر هرمس و علوم خفیه بود. پگاه زرین بسیار مخفی بود و اسرار خود را به شدت محافظت می‌کرد؛ ولیکن بسیاری از اسرار آن توسط آلیستر کراولی و ایزرائیل ریگاردی به صورت کتاب نوشته شدند.